# Фрањевачки самостан у Суботици
Фрањевачки самостан у Суботици је подигнут средином 18. века и представља заштићено непокретно културно добро као споменик културе од великог значаја.
Фрањевачки самостан и црква су посвећене Светом Михајлу, налазе се на месту једне од најважнијих стратегијских тачака у борби против Турака, суботичке тврђаве, подигнуте 1439. године трудом Јанка Сибињанина. Све до 1773. године представљали су једину жупу у Суботици, што је одредило њихову улогу у историји читавог краја, посебно када су у питању католички верници.
Црква је подигнута 1730. године, проширивањем капеле коју су 1695. године основали фрањевци у великој дворани приземља суботичке куле. Остатак просторија претворен је 1716. године у самостан. У њега се улази из подножја јужног торња цркве, саграђеног за време турске окупације. Састоји се од приземља и спрата који формирају простран атријум правоугаоне основе. Дуж оба нивоа пружају се ходници засведени сферним сводовима. Одсуство фасадне декорације уобичајено је за резиденцијалне објекте фрањевачког реда. Изузетак је кордонски венац који дели зидове на два дела.
У самостану је отворена 1731. године прва основна школа у Суботици, 1747. године прва гимназија, а нешто касније и виша школа реторике и филозофије. Јака просветна делатност утицала је да се одлука цара Јосифа II о укидању фрањевачких самостана не примени.
Рестаурација зидних слика у трпезарији изведена је 1995. године, а санациони радови на крову 1999. године.

## Библиотека самостана
Оно што је потребно посебно нагласити да је библиотека самостана богата разним издањима а у којој се чува преко 15.000 књига. Међу њима се налази инканабула из 15. века која описује пресељења и борбе Буњеваца да очувају своју веру и традицију. Самостан такође чува и уметнине из 18. века. Између осталог, скупину ових уметничких дела чине 13 олтарних слика и 33 слике фрањевачких светаца из 18. века, заједно са распелима и дрвеним киповима. Свети Антун Падовански има почасно место у самостану, те се испред његове бисте скупљају верници да му одају почаст и изговоре молитву. 